# Cặp đôi hoàn hảo (mùa 3)
Cặp đôi hoàn hảo mùa 3 là một phiên bản của chương trình Just the Two of Us do BBC Anh series Just the Two of Us.[1] do Cát Tiên Sa mua bản quyền. Chương trình phát sóng trực tiếp lúc 21h chủ nhật hàng tuần trên kênh VTV3 từ ngày 26/10/2014. MC chương trình là Phan Anh và diễn viên hài Cát Phượng,
Ban giám khảo mùa thi này là các nghệ sĩ, MC Thanh Bạch, ca sĩ Quang Linh và ca sĩ Bảo Lan, thành viên nhóm 5 Dòng Kẻ. Khác với 2 mùa giải trước đó, các cặp đôi sẽ trình diễn tất cả các đêm thi (không có cặp nào bị loại).
Nhà vô địch mùa giải này là ca sĩ Dương Hoàng Yến và nhà thiết kế Hà Duy.

## Các cặp đôi
| Bạn diễn       | Nghề nghệp                     | Ca sỹ           | MSBC |
| -------------- | ------------------------------ | --------------- | ---- |
| Hà Duy         | NTK thời trang                 | Dương Hoàng Yến | 1    |
| Vân Trang      | Diễn viên                      | Quốc Đại        | 2    |
| Nhan Phúc Vinh | Diễn viên/Người mẫu            | Đinh Hương      | 3    |
| Minh Trung     | Người mẫu                      | Minh Thư        | 4    |
| Jennifer Phạm  | Hoa hậu/người dẫn chương trình | Đức Tuấn        | 5    |
| Quế Vân        | Diễn viên                      | Nam Cường       | 6    |
| Tú Vi          | Diễn viên/Ca sỹ                | Bùi Anh Tuấn    | 7    |

## Đêm thi

### Tuần 1 - Đêm mở màn
Phát sóng 26/10/2014
Ca sĩ khách mời: Uyên Nguyên & Nhóm Ayor - Dáng em lụa là
| Cặp đôi                     | Ca khúc                                             |
| --------------------------- | --------------------------------------------------- |
| Tú Vi & Bùi Anh Tuấn        | Mơ hồ, Chỉ còn những mùa nhớ, Khi người lớn cô đơn  |
| Jennifer Phạm & Đức Tuấn    | Lâu đài tình ái                                     |
| Vân Trang & Quốc Đại        | Rước tình về với quê hương, Võ ngựa trên đồi cỏ non |
| Nhan Phúc Vinh & Đinh Hương | Không thể và có thể, BELLE                          |
| Quế Vân & Nam Cường         | Lý kéo chài                                         |
| Hà Duy & Dương Hoàng Yến    | Trên đỉnh Phù Vân                                   |
| Minh Trung & Minh Thư       | Tình yêu màu nắng                                   |

### Tuần 2 - Đêm dạ vũ
Phát sóng 9/11/2014
Cặp đôi được khán giả yêu thích: Vân Trang & Quốc Đại
Ca sĩ khách mời: Đông Nhi - Bad Boy
| Cặp đôi                      | Ca khúc                                            | Giám khảo | Quy đổi | Bình chọn | Tổng điểm |
| ---------------------------- | -------------------------------------------------- | --------- | ------- | --------- | --------- |
| Hà Duy & Dương Hoàng Yến     | Những cô nàng ham vật chất                         | 26.5      | 3       | 7         | 10        |
| Quế Vân & Nam Cường          | Sẽ thôi chờ mong                                   | 27        | 5       | 3         | 8         |
| Jennifer Phạm & Đức Tuấn     | Vũ nữ thân gầy                                     | 26.5      | 3       | 5         | 8         |
| Nhan Phúc Vinh và Đinh Hương | I feel good, Say tình                              | 26.5      | 3       | 2         | 5         |
| Tú Vi & Bùi Anh Tuấn         | Bây giờ tháng mấy, Niềm đau chôn giấu Một tình yêu | 28        | 6       | 4         | 10        |
| Minh Trung & Minh Thư        | Em không cần anh, Gạt đi nước mắt                  | 27        | 5       | 1         | 6         |
| Vân Trang & Quốc Đại         | Em đẹp nhất đêm nay                                | 29.5      | 7       | 6         | 13        |

### Tuần 3 - Hoá thân thành những nhân vật nổi tiếng
Phát sóng 16/11/2014
Cặp đôi được khán giả yêu thích: Tú Vi & Bùi Anh Tuấn
Ca sĩ khách mời: Uyên Linh & Hồ Trung Dũng - Make you feel my love
| Cặp đôi                     | Ca khúc                                      | Giám khảo | Quy đổi | Bình chọn | Tổng điểm |
| --------------------------- | -------------------------------------------- | --------- | ------- | --------- | --------- |
| Minh Trung & Minh Thư       | Baby, Fashion Show                           | 28.5      | 5       | 2         | 7         |
| Jennifer Phạm & Đức Tuấn    | A whole new world                            | 26.5      | 2       | 4         | 6         |
| Tú Vi & Bùi Anh Tuấn        | When you believe                             | 28.5      | 5       | 7         | 12        |
| Hà Duy & Dương Hoàng Yến    | Ly cà phê ban mê                             | 29        | 6       | 5         | 11        |
| Quế Vân & Nam Cường         | Chuyện tình Lan và Điệp                      | 26.5      | 2       | 3         | 5         |
| Vân Trang & Quốc Đại        | Lương Sơn Bá, Chúc Anh Đài                   | 29.5      | 7       | 6         | 13        |
| Nhan Phúc Vinh & Đinh Hương | Paparazzi, It's raining Way to avoid the sun | 27.5      | 3       | 1         | 4         |

### Tuần 4 - Rock
Phát sóng 23/11/2014
Cặp đôi được khán giả yêu thích: Minh Trung & Minh Thư
Ca sĩ khách mời: Xuân Nghi & Phan Ngọc Luân - Still loving you
| Cặp đôi                     | Ca khúc               | Giám khảo | Quy đổi | Bình chọn | Tổng điểm |
| --------------------------- | --------------------- | --------- | ------- | --------- | --------- |
| Vân Trang & Quốc Đại        | Mắt đen, Đôi mắt      | 26.5      | 3       | 2         | 5         |
| Quế Vân & Nam Cường         | Chờ người nơi ấy      | 27        | 4       | 3         | 7         |
| Minh Trung & Minh Thư       | Mẹ yêu, Con yêu       | 26        | 1       | 1         | 2         |
| Nhan Phúc Vinh & Đinh Hương | Vút bay               | 28        | 6       | 4         | 10        |
| Jennifer Phạm & Đức Tuấn    | Hồn vọng phu          | 27.5      | 5       | 5         | 10        |
| Tú Vi & Bùi Anh Tuấn        | Góc tối, It's my life | 26.5      | 3       | 7         | 10        |
| Hà Duy & Dương Hoàng Yến    | Cô gái vót chông      | 30        | 7       | 6         | 13        |

### Tuần 5 - Hoà giọng cùng những thí sinh bước ra từ chương trình Giọng hát Việt nhí
Phát sóng 30/11/2014
Cặp đôi được khán giả yêu thích: Jennifer Phạm & Đức Tuấn
Ca sĩ khách mời: Nguyễn Thiện Nhân & Phương Uyên - Mẹ yêu
| Cặp đôi                     | Ca khúc                                                             | Ca sĩ nhí hỗ trợ                                                      | Giám khảo | Quy đổi | Bình chọn     | Tổng điểm     |               |
| --------------------------- | ------------------------------------------------------------------- | --------------------------------------------------------------------- | --------- | ------- | ------------- | ------------- | ------------- |
| Jennifer Phạm & Đức Tuấn    | Như một hòn bi xanh Em là hoa hồng nhỏ Đời không già vì có chúng em | Linh Hoa (Nhà vô địch BNHV nhí 1) Đào Gia Phúc (Giọng hát Việt nhí 2) | 29        | 5       | Không công bố | Không công bố | Không công bố |
| Vân Trang & Quốc Đại        | Trích đoạn: Hồ thiên nga                                            | nhóm thi BNHV nhí                                                     | 29        | 5       | Không công bố | Không công bố | Không công bố |
| Nhan Phúc Vinh & Đinh Hương | Come together                                                       | Minh Khang (á quân BNHV nhí 1)                                        | 29        | 5       | 7             | 12            |               |
| Hà Duy & Dương Hoàng Yến    | Quê nhà Gặp mẹ trong mơ                                             | Quang Anh (Nhà vô địch Giọng hát Việt nhí 1)                          | 29        | 5       | Không công bố | Không công bố | Không công bố |
| Quế Vân & Nam Cường         | Lời yêu thương                                                      | Hoàng Anh (á quân Giọng hát Việt nhí 2)                               | 29        | 5       | Không công bố | Không công bố | Không công bố |
| Tú Vi & Bùi Anh Tuấn        | Hoa tuyết                                                           | Minh Trường & Quỳnh Anh (Giọng hát Việt nhí 2)                        | 29.5      | 6       | Không công bố | Không công bố | Không công bố |
| Minh Trung & Minh Thư       | Nhan sắc, ALIBABA                                                   | Bé Ben                                                                | 30        | 7       | 3             | 10            |               |

### Tuần 6 - Hoán đổi cặp đôi
Phát sóng 14/12/2014
Cặp đôi được khán giả yêu thích: Jennifer Phạm & Đức Tuấn
Ca sĩ khách mời: Hà Vân & Quang Đại - Nối lại tình xưa
| Cặp đôi                         | Ca khúc                   | Giám khảo | Quy đổi | Bình chọn     | Tổng điểm     |               |
| ------------------------------- | ------------------------- | --------- | ------- | ------------- | ------------- | ------------- |
| Vân Trang & Nam Cường           | Trường Sa tổ quốc mẹ hiền | 27        | 2       | Không công bố | Không công bố | Không công bố |
| Nhan Phúc Vinh & Đức Tuấn       | Bài ca đất Phương Nam     | 26.5      | 1       | Không công bố | Không công bố | Không công bố |
| Hà Duy & Bùi Anh Tuấn           | Nỗi nhớ vô hình           | 28        | 4       | Không công bố | Không công bố | Không công bố |
| Jennifer Phạm & Dương Hoàng Yến | 60 năm cuộc đời           | 30        | 7       | 7             | 14            |               |
| Tú Vi & Quốc Đại                | Giọt mưa thu              | 29.5      | 6       | Không công bố | Không công bố | Không công bố |
| Minh Trung & Đinh Hương         | Mưa bay tháp cổ           | 28        | 4       | Không công bố | Không công bố | Không công bố |
| Quế Vân & Minh Thư              | Chuyện như chưa bắt đầu   | 28.5      | 5       | Không công bố | Không công bố | Không công bố |

### Tuần 7 - Remix và E.D.M
Phát sóng 21/12/2014
Cặp đôi được khán giả yêu thích: Minh Trung & Minh Thư
Ca sĩ khách mời: Dương Triệu Vũ & Giang Hồng Ngọc - Santa Claus is coming to town, Santa baby, Rudolph, the red - nosed reindeer
| Cặp đôi                     | Ca khúc                                              | Giám khảo | Quy đổi | Bình chọn | Tổng điểm |
| --------------------------- | ---------------------------------------------------- | --------- | ------- | --------- | --------- |
| Nhan Phúc Vinh & Đinh Hương | Trống cơm, Bèo dạt mây trôi                          | 28.5      | 6       |           |           |
| Quế Vân & Nam Cường         | Hãy nói với em                                       | 27        | 2       |           |           |
| Minh Trung & Minh Thư       | Tóc em đuôi gà, Tuổi teen tóc mây Tóc ngắn, Tóc hát  | 29        | 7       | 7         | 14        |
| Tú Vi & Bùi Anh Tuấn        | Nồng nàn Hà Nội Huế tình yêu của tôi Sài Gòn đẹp lắm | 27        | 2       |           |           |
| Hà Duy & Dương Hoàng Yến    | Yêu mình anh                                         | 28.5      | 6       |           |           |
| Vân Trang & Quốc Đại        | Về miền Tây                                          | 27.5      | 3       |           |           |
| Jennifer Phạm & Đức Tuấn    | Và con tim đã vui trở lại                            | 28        | 4       |           |           |

### Tuần 8 - Hội ngộ bất ngờ cuối năm cùng với những cặp đôi thí sinh đã tham gia chương trình ở 2 mùa trước
Phát sóng 28/12/2014
Cặp đôi được khán giả yêu thích: Nhan Phúc Vinh & Đinh Hương
Ca sĩ khách mời: Mỹ Lệ & Nathen Lee - Phantom of the Opera, Habanera
| Cặp đôi                     | Ca khúc                                                      | Hỗ trợ                        | Giám khảo | Quy đổi | Bình chọn | Tổng điểm |
| --------------------------- | ------------------------------------------------------------ | ----------------------------- | --------- | ------- | --------- | --------- |
| Minh Trung & Minh Thư       | Xuân chiến khu Mùa xuân trên thành phố Hồ Chí Minh Nhạc rừng | Lê Trung Cương & Khánh Ngọc   | 28        | 5       |           |           |
| Nhan Phúc Vinh & Đinh Hương | Đừng xa em đêm nay Một thời đã xa Trả nợ tình xa, Không      | Hà Thúy Anh & Cát Phượng      | 29        | 7       |           |           |
| Quế Vân & Nam Cường         | Liên khúc nhạc Pháp                                          | Nathan Lee & Ái Phương        | 27        | 1       |           |           |
| Vân Trang & Quốc Đại        | Như là tình yêu                                              | Phan Anh & Thái Trinh         | 28        | 5       |           |           |
| Hà Duy & Dương Hoàng Yến    | Tình về nơi đâu                                              | Thảo Trang & Thuận Việt       | 27.5      | 2       |           |           |
| Tú Vi & Bùi Anh Tuấn        | Nếu như anh đến Và em đã biết mình yêu                       | Văn Mai Hương & Phạm Văn Mách | 28.5      | 6       | 7         | 13        |
| Jennifer Phạm & Đức Tuấn    | Vũ điệu hoang dã                                             | Dương Triệu Vũ & Thanh Thúy   | 28        | 5       |           |           |

### Tuần 9 - Dân ca và Nhạc kịch
Phát sóng 11/1/2015
Cặp đôi được khán giả yêu thích: Quế Vân & Nam Cường
Ca sĩ khách mời: Vũ Thảo My & Xuân Lân - I'm your angel
| Cặp đôi                     | Ca khúc                                             | Hỗ trợ                    | Giám khảo | Quy đổi | Bình chọn | Tổng điểm |
| --------------------------- | --------------------------------------------------- | ------------------------- | --------- | ------- | --------- | --------- |
| Quế Vân & Nam Cường         | Hương tóc mạ non                                    | Lê Phương                 | 27        | 3       |           |           |
| Minh Trung & Minh Thư       | Hãy nói với em                                      | Hà Vân & NSUT Phượng Loan | 28.5      | 5       |           |           |
| Jennifer Phạm & Đức Tuấn    | Money money money                                   | NSND Ngọc Giàu            | 27        | 3       |           |           |
| Hà Duy & Dương Hoàng Yến    | Người ở đừng về Trách ai vô tình Màu tím thiệp hồng | Nghệ sĩ Chiến Thắng       | 27.5      | 4       |           |           |
| Tú Vi & Bùi Anh Tuấn        | Lạc nhịp Cuộc đời hoang phí                         | Lê Văn Anh & Sĩ Thanh     | 27        | 3       |           |           |
| Vân Trang & Quốc Đại        | trích đoạn cải lương: Thiếu phụ Nam Xương           | Bé Hồng Quyên             | 29.5      | 7       | 7         | 14        |
| Nhan Phúc Vinh & Đinh Hương | Romeo & Julliet Khi em ra đi Tình thiên thu         | N/A                       | 29        | 6       |           |           |

### Tuần 10 - Chung kết xếp hạng
Phát sóng 18/1/2015
Cặp đôi yêu thích nhất: Vân Trang & Quốc Đại
Ca sĩ khách mời: Hồ Ngọc Hà & Bee T - Bay theo ngân hà
| Cặp đôi                     | Ca khúc                                                            | Giám khảo | Điểm đêm CK | Điểm các đêm trước | Tổng điểm | Giải thưởng |
| --------------------------- | ------------------------------------------------------------------ | --------- | ----------- | ------------------ | --------- | ----------- |
| Nhan Phúc Vinh & Đinh Hương | Thề nguyện                                                         | 27        |             |                    |           |             |
| Quế Vân & Nam Cường         | Ai khổ vì ai, Đêm cuối                                             | 27        |             |                    |           |             |
| Tú Vi & Bùi Anh Tuấn        | Nơi tình yêu bắt đầu Nơi tình yêu trở lại                          | 29        | 3           | 6                  | 9         | Giải Đồng   |
| Jennifer Phạm & Đức Tuấn    | Lắng nghe mùa xuân về                                              | 27        | 5           | 4                  | 9         | Giải Đồng   |
| Vân Trang & Quốc Đại        | Chuyện tình Ngưu Lang Chúc Nữ Túp lều lý tưởng Tương tư nàng ca sĩ | 29.5      | 6           | 5                  | 11        | Giải Bạc    |
| Hà Duy & Dương Hoàng Yến    | Chiếc khăn Piêu                                                    | 30        | 7           | 7                  | 14        | Giải Vàng   |
| Minh Trung & Minh Thư       | Nụ cười còn mãi                                                    | 28.5      |             |                    |           |             |